# بهرام بدخشانی
بهرام بدخشانی (زاده ۱۳۳۷ در تهران) مدیر فیلم‌برداری اهل ایران است.

## بازیگر
- جمعه (۱۳۷۸)

## مدیر فیلم‌برداری
- کوزوو (۱۴۰۰)
- لا مینور (۱۳۹۸)
- آخرین بار کی سحر را دیدی؟ (۱۳۹۴)
- وارونگی (۱۳۹۴)
- نزدیکتر (۱۳۹۳)
- یاسین (۱۳۹۳)
- چه خوبه که برگشتی (۱۳۹۱)
- راه آبی ابریشم (۱۳۸۹)
- نیلوفر (۱۳۸۷)
- در شهر خبری نیست، هست (۱۳۸۶)
- همیشه پای یک زن در میان است (۱۳۸۶)
- تقاطع (۱۳۸۴)
- دیشب باباتو دیدم آیدا (۱۳۸۳)
- کافه ستاره (۱۳۸۳)
- دوئل (۱۳۸۲)
- بمانی (۱۳۸۰)
- من، ترانه ۱۵ سال دارم (۱۳۸۰)
- آخر بازی (۱۳۷۹)
- پارتی (۱۳۷۹)
- علی و دنی (۱۳۷۹)
- دایره (۱۳۷۸)
- مرد بارانی (۱۳۷۸)
- هیوا (۱۳۷۷)
- زندگی (۱۳۷۶)
- شب روباه (۱۳۷۵)
- تعقیب (۱۳۷۴)
- عبور از تله (۱۳۷۲)
- سایه‌های هجوم (۱۳۷۱)
- ایلیا، نقاش جوان (۱۳۷۰)

## فیلمبردار
- پاداش سکوت (۱۳۸۵)
- بزرگ خیلی بزرگ (۱۳۷۵)
- مادرم گیسو (۱۳۷۴)
- بوی خوش زندگی (۱۳۷۳)
- زیر درختان زیتون (۱۳۷۲)
- آخرین تلاش (۱۳۷۰)
- ستاره و الماس (۱۳۶۷)

## جشنواره‌ها
- برنده سیمرغ بلورین بهترین فیلمبرداری از بیست و نهمین دوره جشنواره فیلم فجر برای فیلم راه آبی ابریشم - ۱۳۸۹
- برنده سیمرغ بلورین بهترین فیلمبرداری از بیست و دومین دوره جشنواره فیلم فجر برای فیلم دوئل - ۱۳۸۲
- برنده تندیس زرین بهترین فیلمبرداری از پنجمین دوره جشن خانه سینما برای فیلم دایره - ۱۳۸۰
- برنده سیمرغ بلورین بهترین فیلمبرداری از هفدهمین دوره جشنواره فیلم فجر برای فیلم هیوا - ۱۳۷۷
- برنده دیپلم افتخار بهترین فیلمبرداری از یازدهمین دوره جشنواره فیلم فجر برای فیلم سایه‌های هجوم - ۱۳۷۱